# Ponszó 6R
A Ponszó 6R (E126) (más néven Ponceau 6R, Crystal ponceau 6R, Crystal scarlet, Brilliant crystal scarlet 6R, Acid Red 44, vagy C.I. 16250) egy piros adalékanyag. Vízben oldékony, etanolban csak részben oldékony. Élelmiszerek színének kialakítására, valamint kötőszövetek tanulmányozásakor a kötőszöveti rostok megfestésére használják. Kereskedelmi forgalomban általában a dinátrium-sója kapható. 
Az Amaranthoz nagyon közel álló színezék.